# Cristòfor de Grècia
Cristòfor de Grècia (Sant Petersburg 1888 - Atenes 1941) fou príncep de Grècia i de Dinamarca fill petit del rei Jordi I de Grècia i de la gran duquessa Olga de Rússia. Era net del rei Cristià IX de Dinamarca i besnet del tsar Nicolau I de Rússia.
De caràcter dèbil centrà la seva vida a dues grans passions: els animals i el món ocult. Formà part de l'exèrcit grec com a ajudant de camp del seu germà el rei Constantí I de Grècia durant les guerres balcàniques.
L'any 1917 partí a l'exili amb la resta de la família reial grega. Compromès des de 1914 amb la multimillonaria estatunidenca Nancy Leeds (de soltera Stewart) s'hi casà l'any 1920 a l'església russa de Vevey a Suïssa. La fortuna de la senyora Leeds, calculada en uns 120 milions de dòlars de l'època, es basava en la compensació que havia aconseguit del divorci del seu primer marit, George Ely Worthington i en l'herència del segon marit William-Bateman Leeds productor d'estany.
Durant els anys 1920 se li oferiren els trons de Lituània, Portugal i Albània, Cristòfor els refusa tots. Nancy Stewart morí a Londres l'any 1923.
Després de la mort de la seva esposa s'instal·là a Roma on comprà la vil·la Anastasia.
L'any 1925 va conèixer la que seria la segona muller, la princesa Francesca d'Orleans filla del duc de Guisa, cap de la casa reial francesa dels Orleans, s'hi casà l'any 1929 a la capella palatina de Palerm. D'aquest matrimoni en nasqué:
- SAR el príncep Miquel de Grècia l'any 1940. Està casat amb la senyora Marina Karella una important pintora grega. És l'únic membre de la família reial grega que viu permanentment al país hel·lènic.

Cristòfor morí a Atenes el 1941 poques setmanes després del naixement del seu únic fill.